# Cameron Muncey
Cameron Thane Muncey (Melbourne, 4 de fevereiro de 1980) é um guitarrista e vocalista australiano. Ele é o guitarrista solo e um dos compositores da banda australiana de rock Jet, formada em 2001. Muncey co-escreveu diversas músicas do Jet, incluindo "Are You Gonna Be My Girl", "Radio Song", "Put Your Money Where Your Mouth Is" e "Cold Hard Bitch".